# The Asia Institute
The Asia Institute (Asieninstitutet) är en tankesmedja med säte i Seoul. Institutet bedriver forskning och sysselsätter specialister inom politik, samhällsvetenskap och naturvetenskap, men också forskning om regeringars arbete, internationella organisationer och ungdomar från Asien. Asieninstitutets forskning fokuserar på interaktionen mellan tekniska förändringar, miljöfrågor och internationella förbindelser. 
Asieninstitutet samarbetar med ungdomar från skolor och universitet. Dessa ungdomar deltar i diskussioner om utbildning, internationella förbindelser  och oundvikliga klimatförändringar.   
Forskningen har som mål att undersöka om de löften och faror som tekniken innebär men även att studera miljökrisen. Detta var temat för "Daejeon Environment Forum" som Asieninstitutet har etablerat i samarbete KAIST.
Asieninstitutet har under 2012 publicerat ett urval av artiklar, men även genomfört seminarier och konferenser i samarbete med ledande forskare såsom Benjamin Barber, Noam Chomsky, Francis Fukuyama, Haun Saussy och Larry Wilkerson. Den nuvarande direktören är Emanuel Pastreich, tidigare docent vid Kyung Hee-universitet i Seoul.

## Bakgrund
Asieninstitutet grundades ursprungligen 2007 i samarbete med Solbridge International School of Business, Woosong University, Daejeon, Korea.
Asieninstitutet har publicerat ett antal vetenskapliga artiklar, handlett seminarier och anordnat konferenser. Dessa aktiviteter baserades på forskning utförd av det koreanska forskningsinstitutet för biovetenskaper och bioteknik, det koreanska institutet för kärnsäkerhet, det koreanska institutet för Standards and Science, Seoul National University och det koreanska forskningsinstitutet för stöd till kvinnor inom vetenskap, teknik och teknik (Wiset). I oktober 2008 anordnade Asieninstitutet det tolfte sammanträdet för en kärnvapenfrizon  nordöstra Asien.
År 2009 startade Asieninstitutet Daejeon Environment Forum i samarbete med KAIST och Korea Institute of Bioscience och Biotechnology. År 2001 startade Asieninstitutet "Daejeon Convergence Forum" tillsammans med "Korea Research Institute of Standards och Science." 